# Leinblättrige Tulpe
Die Leinblättrige Tulpe (Tulipa linifolia) ist eine Pflanzenart aus der Gattung der Tulpen (Tulipa) in der Familie der Liliengewächse (Liliaceae).

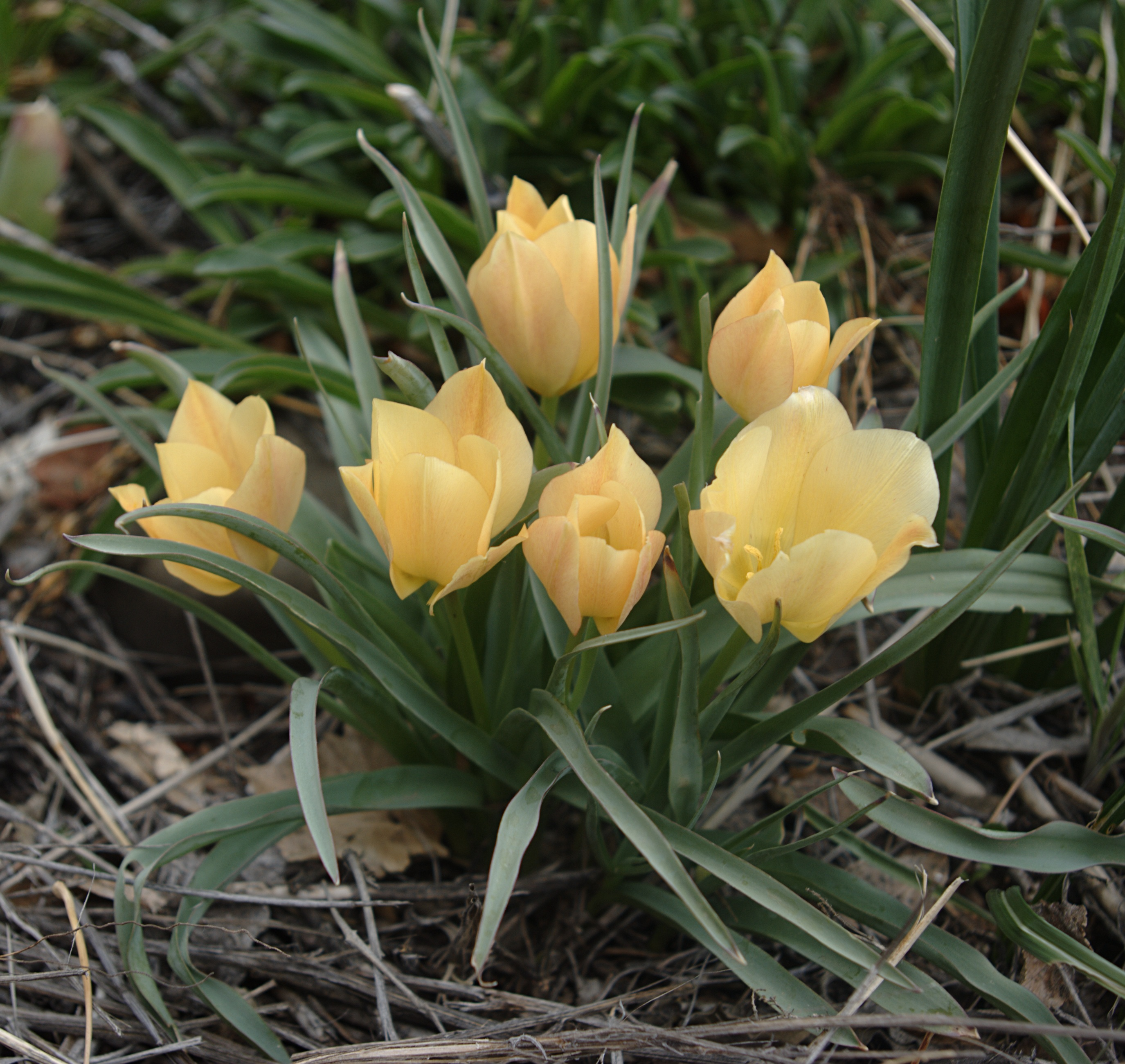
Habitus

## Merkmale
Die Leinblättrige Tulpe ist eine ausdauernde krautige Pflanze, die Wuchshöhen von 5 bis 20 (30) Zentimeter erreicht. Diese Geophyten bilden Zwiebeln als Überdauerungsorgane aus. Die Zwiebelhülle ist an der Spitze innen dicht wollig. Die drei bis neun Laubblätter sind graugrün gefärbt, kahl und messen 8 bis 12 × 0,2 bis 1 Zentimeter, ihr Rand ist oft wellig und rot. Die Blütenhüllblätter messen 2 bis 5 (6) × 1,2 bis 3,5 Zentimeter, sind rot gefärbt und haben einen schwarzpurpurnen, ausgerandeten Basalfleck oder blassgelb gefärbt und haben einen tief gelben oder bräunlichen Basalfleck.
Die Blütezeit liegt im April und Mai.
Die Chromosomenzahl beträgt 2n = 24.

## Vorkommen
Die Leinblättrige Tulpe kommt in Nordost-Afghanistan, im Nordost-Iran und in West-Pamir im Pjandsch-Tal auf steinigen Hängen in Schibljak- und Rosen-Gebüsch in Höhenlagen von (500) 1300 bis 1800 Meter vor.

## Taxonomie und Systematik
Die Leinblättrige Tulpe wurde 1884 von Eduard August von Regel in Trudy Imperatorskago S.-Peterburgskago Botaniceskago Sada. Acta Horti Petropolitani Band 8 Seite 648 als Tulipa linifolia erstbeschrieben. Ein Synonym ist Tulipa batalinii Regel. Sie wurde eine anthozyanfreie Varietät der Leinblättrigen Tulpe beschrieben. Ihre Blütenhüllblätter sind blassgelb und haben einen schwarzbraunen Basalfleck, die inneren Blütenhüllblätter sind vermutlich stumpf.

## Nutzung
Die Leinblättrige Tulpe wird selten als Zierpflanze in Steingärten genutzt. Sie ist seit spätestens 1887 in Kultur.